# Midnapore
Midnapore (o Medinipur, Midnapur) è una suddivisione dell'India, classificata come municipality, di 153.349 abitanti, capoluogo del distretto di Midnapore Ovest, nello stato federato del Bengala Occidentale. In base al numero di abitanti la città rientra nella classe I (da 100.000 persone in su).

## Geografia fisica
La città è situata a 22° 25' 60 N e 87° 19' 60 E e ha un'altitudine di 23 m s.l.m..

## Società

### Evoluzione demografica
Al censimento del 2001 la popolazione di Midnapore assommava a 153.349 persone, delle quali 78.365 maschi e 74.984 femmine. I bambini di età inferiore o uguale ai sei anni assommavano a 15.213, dei quali 7.746 maschi e 7.467 femmine. Infine, coloro che erano in grado di saper almeno leggere e scrivere erano 115.448, dei quali 62.509 maschi e 52.939 femmine.